# Kaple Notre-Dame-de-la-Paix de Picpus
Kaple Notre-Dame-de-la-Paix de Picpus (francouzsky Chapelle Notre-Dame-de-la-Paix de Picpus) je kaple ve 12. obvodu v Paříži ve čtvrti Picpus, v ulici Rue de Picpus. Je součástí hřbitova Picpus.

## Historie
Kaple je pozůstatkem bývalého kláštera kanovníků svatého Augustina, který zde založil v roce 1640 Ludvík XIII. Během Velké francouzské revoluce byl klášter v roce 1792 zrušen a jeho majetek znárodněn. Část klášterní zahrady byla vybrána pro hromadný hrob popravených gilotinou v roce 1794 na Place de la Nation a pohřbených na zdejším hřbitově. Kaple sloužila jako kancelář hrobníků, kteří sepisovali oblečení obětí.
V kapli se nachází seznam všech gilotinovaných osob. O kapli se stará od roku 1805 Kongregace Nejsvětějšího Srdce Ježíšova a Panny Marie a věčného klanění před Nejsvětějším Oltářem (lat. Congregatio Sacrorum Cordium Jesu et Mariae necnon adorationis perpetuae Sanctissimi Sacramenti Altaris). Kongregace zde vykonávala zádušní mše za oběti. Během Pařížské komuny byli někteří z nich zabiti (84 jeptišek a 4 kněží).
Kaple nese jméno podle sochy Panny Marie Míru držící Ježíše na levé paži, která je umístěna vlevo na chóru. Socha vznikla kolem roku 1530 a daroval ji Henri de Joyeuse klášteru kapucínů na Rue Saint-Honoré. Podle legendy je zdrojem četných uzdravení. Proto zde král Ludvík XIV. nechal vybudovat větší kapli, která byla vysvěcena 7. července 1658. Dne 16. srpna 1658 se král sám modlil v kapli za své vyléčení. O rok později král prohlásil, že byl zázračně vyléčen z jedné z mnoha nemocí, kterými trpěl.